# Saint-Michel-Loubéjou
 Saint-Michel-Loubéjou  (en occitano Sent Miquèl Lo Veson) es una población y comuna francesa, situada en la región de Mediodía-Pirineos, departamento de Lot, en el distrito de Figeac y cantón de Bretenoux.

## Demografía
| 268 | 281 | 282 | 295 | 296 | 362 |
| Para los censos de 1962 a 1999 la población legal corresponde a la población sin duplicidades (Fuente: INSEE [Consultar]) |     |     |     |     |     |